# کبرا کای
کبرا کای (به انگلیسی: Cobra Kai) یک مجموعه تلویزیونی آمریکایی کمدی-درام در سبک هنرهای رزمی که دنباله‌ای بر فیلم‌های اصلی بچه کاراته‌کار (۱۹۸۴ الی ۱۹۸۹) می‌باشد. این سریال توسط جاش هیلد، و جان هورویتس ساخته شده و توسط سونی پیکچرز تله‌ویژن توزیع شده است. سریال برای دو فصل اول در یوتیوب منتشر شد، ولی بقیه قسمت‌ها در نتفلیکس منتشر شد. در این سریال رالف ماکیو و ویلیام زابکا به ترتیب نقش‌های خود را در نقش دنیل لاروسو و جانی لارنس از فیلم سال ۱۹۸۴ بچه کاراته‌کار و دنباله‌های آن بازی می‌کنند. این سریال در تاریخ ۲ می ۲۰۱۷ پخش شد و در ۱۳ فوریه ۲۰۲۵ پس از شش فصل شامل ۶۵ قسمت به پایان رسید.
فصل اول و دوم در ماه مه ۲۰۱۸ و آوریل ۲۰۱۹ در یوتیوب منتشر شد. نتفلیکس این سریال را در ژوئن ۲۰۲۰ پس از تصمیم برای توقف تولید برنامه‌های اصلی با فیلمنامه خریداری کرد. فصل‌های سوم، چهارم و پنجم به ترتیب در ژانویه ۲۰۲۱، دسامبر ۲۰۲۱ و سپتامبر ۲۰۲۲ منتشر شدند. در ژانویه ۲۰۲۳، سریال برای فصل ششم و آخر تمدید شد، اگرچه تولید فصل ششم در ۲ می به دلیل اعتصاب انجمن نویسندگان آمریکا متوقف شد. ولی فیلمبرداری از ۱۸ ژانویه ۲۰۲۴ از سر گرفته شد. فصل ششم دارای ۱۵ قسمت است و در سه بخش در ۱۸ جولای ۲۰۲۴، بخش دوم ۱۵ نوامبر ۲۰۲۴ و ۵ بخش سوم در تاریخ ۱۳ فوریه ۲۰۲۵ (۲۵ بهمن ۱۴۰۳) منتشر شد.
کبرا کای روایت «آقای میاگی» را از دیدگاه جانی لارنس که دوباره بررسی می‌کند و با تصمیم او برای بازگشایی دوجو کاراته کبرا کای و احیای مجدد رقبت قدیمی‌اش با دنیل لاروسو شروع می‌شود. کورتنی هنگلر، شولو ماریدوئنیا، تانر بوکانان، مری موزر مری ماوسر، جیکوب برتراند، جیانی دسنزو، پیتون لیست، مارتین کووا و توماس ایان گریفیت نیز در این سریال بازی می‌کنند. ماجرای این سریال بین سال‌های ۲۰۱۷ تا ۲۰۱۹ اتفاق می‌افتد.
کبرا کای بینندگان بالایی هم در یوتیوب و هم در نتفلیکس به دست آورده است و به دلیل نویسندگی، بازی‌ها، سکانس‌های اکشن و رزمی، طنز، توسعه شخصیت و وفاداری به فیلم‌های قبلی، تحسین منتقدان را دریافت کرده است. این سریال جوایز و نامزدهای متعددی را دریافت کرده است و فصل سوم آن نامزد بهترین سریال کمدی در هفتاد و سومین دوره جوایز پرایم تایم امی شد.

## داستان

### فصل اول
جانی لارنس، سی و چهار سال پس از شکست از دنیل لاروسو در مسابقات کاراته در سال ۱۹۸۴، که اکنون ۵۰ ساله است، از اعتیاد به الکل و افسردگی رنج می‌برد. او به عنوان یک نصاب پاره‌وقت کار می‌کند و در آپارتمانی در لس‌آنجلس زندگی می‌کند، زیرا از سبک زندگی ثروتمند در انسینو که به بزرگ شدن عادت کرده بود، دور افتاده است. او از رابطه قبلی پسری به نام رابی دارد که او را رها کرده است. در مقابل، دنیل در حال حاضر صاحب یک زنجیره بسیار موفق نمایندگی خودرو است و با مالک مشترک آماندا ازدواج کرده است که از او دو فرزند دارد: سامانتا و آنتونی. دنیل سرانجام به سبک زندگی ثروتمندی می‌پردازد که در کودکی به آن حسادت می‌کرد، زمانی که او و مادرش لوسیل در رصدا زندگی می‌کردند. با این حال، پس از مرگ دوست و مربی او، آقای میاگی، تلاش دنیل برای برقراری ارتباط معنادار با فرزندانش، تعادل را در زندگی او به هم ریخت.
جانی پس از استفاده از کاراته برای دفاع از همسایه نوجوان خود میگل دیاز در برابر گروهی از اراذل و اوباش، قبول می‌کند که به میگل کاراته آموزش دهد و دوباره جوی کاراته کبرا کای را به عنوان فرصتی برای بازپس‌گیری گذشته خود باز می‌کند. کبرا کای احیا شده گروهی از طردشدگان اجتماعی زورگو را جذب می‌کند که تحت آموزش او رفاقت و اعتماد به نفس پیدا می‌کنند. جانی با میگل پیوند برقرار می‌کند به شیوه‌ای که شبیه رابطه بین دنیل و آقای میاگی است، در حالی که میگل با سامانتا قرار می‌گیرد. با این حال، فلسفه کبرا کای عمدتاً بدون تغییر باقی می‌ماند، اگرچه جانی سعی می‌کند آن را با افتخار بیشتری نسبت به کریس القا کند. از سوی دیگر، بازگشایی کبرا کای رقابت جانی با دنیل را زنده می‌کند که قول می‌دهد جو را از بین ببرد. دنیل شروع به آموزش رابی به روش میاگی-دو می‌کند، در حالی که رابی رقابت با میگل را آغاز می‌کند. رقابت‌ها در مسابقات کاراته سال ۲۰۱۸ به اوج می‌رسد، که میگل موفق می‌شود با تاکتیک‌های دست‌نخورده پیروز شود و باعث می‌شود جانی متوجه معایب دوجو شود و ...

### فصل دوم
بنیانگذار کبرا کای و مربی (سنسی) قدیمی جانی، جان کریس به‌طور غیرمنتظره‌ای دوباره ظاهر می‌شود و جانی با اکراه به او اجازه می‌دهد دوباره به کبرا کای بپیوندد. در همین حال، دانیل دوجوی میاگی-دو خود را با رابی و سام باز می‌کند، به عنوان اولین شاگردانش در پاسخ به موفقیت کبرا کای. رقابت گسترده‌ای بین این دو دوجو شکل می‌گیرد، به ویژه بین سام و دانشجوی جدید کبرا کای توری نیکولز، که دومی رابطه‌ای با میگل آغاز می‌کند. در این میان، کریس شروع به وحشی‌گری دانش آموزان کبرا کای برای نشان دادن بی‌رحمی می‌کند، پس از مشاهده میگوئل و سام که در یک مهمانی در حال بیرون آمدن هستند، توری به دعوای مدرسه‌ای بین دوجوها دامن می‌زند، که در نهایت رابی به‌طور تصادفی میگل را از بالکن مدرسه به پایین پرتاب می‌کند و به پله‌های پایین می‌رود و به شدت به ستون فقراتش آسیب می‌زند و او را به کما می‌برد. پس از آن، آماندا دنیل را متقاعد می‌کند که میاگی-دو را تعطیل کند، زیرا رقابت از کنترل خارج شده است، در حالی که کریس کنترل دوجو کبرا کای را به دست می‌گیرد.

### فصل سوم
پس از دعوای مدرسه، جانی به دلیل افسرده شدن از معلولیت میگل، دوباره الکلی می‌شود، در حالی که تجارت دنیل به دلیل وابستگی رابی به میاگی-دو با مشکل مواجه می‌شود. پس از اینکه رابی را که ناپدید شده به دست آوردند، این دو به‌طور موقت در تلاش برای یافتن او با هم همکاری می‌کنند و در نهایت تسلیم می‌شوند. رابی پیدا می‌شود و در بازداشت نوجوانان قرار می‌گیرد، از دست دنیل و جانی عصبانی می‌شود و با پیشنهاد کریس برای پیوستن به کبرا کای وسوسه می‌شود. در همین حین، میگل از کما بیدار می‌شود و با جانی تمرین می‌کند تا توانایی راه رفتن خود را بازیابد. هنگامی که میگل توانایی راه رفتن خود را به دست آورد، جانی در تلاش برای رقابت با کبرا کای که توجه کریس را به خود جلب می‌کند، یک دوجوی جدید به نام نیش عقاب را تأسیس می‌کند. تقریباً در همان زمان، آماندا به دانیل اجازه می‌دهد تا میاگی-دو را دوباره باز کند، پس از نبردی که بین شاگردان سابقش و کبرا کای رخ داد، منجر به شکستن بازوی دیمیتری توسط هاک (ایلای) شد. جانی و دنیل که در ابتدا از همکاری با یکدیگر امتناع می‌کنند، پس از ملاقات با دوست دختر سابقشان علی میلز در یک مهمانی، اختلافات خود را حل می‌کنند. در همان زمان، کبرا کای به رهبری محافظه‌کاران به خانه لاروسو حمله می‌کنند، جایی که هاک کبری کای را رها می‌کند تا به اتحاد بپیوندد و کبرا کای توسط میاگی-دو و نیش عقاب شکست می‌خورد که تصمیم می‌گیرند با هم کار کنند. پس از فهمیدن این موضوع، دنیل و جانی با کریس روبرو می‌شوند که فاش می‌کند که رابی به کبرا کای ملحق شده است و اولتیماتوم می‌دهد: هر دوجوی که در مسابقات بعدی آل‌واری شکست بخورد باید تعطیل شود. هر سه موافق هستند و جانی و دانیل دوجوهای مربوطه خود را با هم ادغام می‌کنند.
در سرتاسر فصل سوم، فلاش بک‌هایی به دوران کریس در ویتنام پخش می‌شود، که توضیح می‌دهد چگونه او به مرد امروزی تبدیل شد.

### فصل چهارم
در تلاش برای شکست دادن جانی و دانیل در آل والی، کریس از بهترین دوست خود و بنیانگذار کبرا کای، تری سیلور، تاجر ثروتمند و معتاد سابق به کوکائین، کمک می‌گیرد و ...

### فصل پنجم
جانی و دانیل علیرغم از دست دادن آل والی، به تلاش برای سرنگونی کبرا کای، که اکنون شامل منابع و حمایت سیلور است، ادامه می‌دهند. برای انجام این کار، دانیل رقیب سابق چوزن توگوچی را برای کمک به او می‌آورد. سیلور سنسی‌ها خارجی، از جمله سنسی کیم دا-یون، نوه سنسی سیلور و کریس را وارد می‌کند تا در برنامه‌هایش به او کمک کنند. توری که هنوز به کریس زندانی وفادار است، مخفیانه در کبرا کای کار می‌کند، تنها کسی که از پرداخت سیلور به داور آگاه است. پس از بازگشت از مکزیک، میگل از سم جدا می‌شود، اما پس از اینکه جانی آنها را مجبور به جنگیدن می‌کند، وقتی متوجه می‌شود کارمن باردار است، رقابت خود را با رابی حل می‌کند. پس از اینکه آماندا از پسر عموی خود جسیکا اندروز متوجه فساد واقعی سیلور شد، جانی، چوزن و دنیل سرخورده را متقاعد می‌کنند که شور و شوق خود را برای کاراته دوباره برانگیزد. دوجوها با هم به کار خود ادامه می‌دهند و با دستکاری کریس، نقشه اصلی سیلور را برای به خدمت گرفتن کبرا کای در مسابقات سیکای تایکای، معتبرترین مسابقات کاراته در جهان، کشف می‌کنند. در رقابتی بین این دو، هر دو دوجو در نهایت موفق به ثبت نام می‌شوند. در طول جشن بارداری کارمن، مایک بارنز، سرسپردهٔ سابق سیلور از سال ۱۹۸۵، دانیل، جانی و چوزن را می‌دزد، زیرا فروشگاه مبلمان او قبلاً توسط سیلور سوخته بود. بارنز در ابتدا با متهم کردن دنیل به سوزاندن فروشگاه، جانی و چوزن را در تلاش برای انتقام گرفتن از سیلور استخدام می‌کند، جایی که هر سه با ارتش سنسی‌های او روبرو می‌شوند. این با دانشجویان میاگی روبرو می‌شود که در کنار یک محافظه‌کار اصلاح‌شده، وارد دوجوی کبرا کای می‌شوند تا فیلمی از ضرب و شتم سیلور به ری را دانلود کنند، جایی که با کل دوجوی کبرا کای و همچنین کیم دا-یون روبرو می‌شوند. آنها در نهایت فیلم ویدئویی از سیلور را آپلود می‌کنند که به توری فاش می‌کند که به داور رشوه داده است، که باعث شد کنی و بقیه کبرا کای کناره‌گیری کنند، سیلور دستگیر شود و دوجو تعطیل شود. پس از آن، میگل و سم، و همچنین رابی و توری، روابط مربوطه خود را احیا می‌کنند. با این حال، در زندان، کریس مرگ خود را جعل می‌کند و فرار می‌کند.

### فصل ششم
طبق گفته نتفلیکس، فصل ششم آخرین فصل این سریال خواهد بود. که در سال ۲۰۲۴ و ۲۰۲۵ منتشر شد. همچنین این فصل بر خلاف بقیه فصل‌ها دارای ۱۵ قسمت می‌باشد. که در ۳ بخش در تاریخ‌های مختلف پخش شد.

## بازیگران و صداپیشگان
| بازیگران          | رل               | دوبلور                       |
| رالف ماکیو        | دنیل لاروسو      | امیرمحمد صمصامی              |
| ویلیام زابکا      | جانی لارنس       | علیرضا باشکندی               |
| توماس ایان گریفیت | تری سیلور        | علی‌همت مومی‌وند               |
| اد اسنر           | سید              | جواد پزشکیان                 |
| کورتنی هنگلر      | آماندا لاروسو    | فریبا رمضان‌پور               |
| ونسا روبیو        | کارمن            | مریم رادپور                  |
| تانر بوکانان      | رابی کین         | حسین سرآبادانی، علی منانی    |
| جیکوب برتراند     | ایلای مسکوویتز   | بابک اشکبوس                  |
| جیانی دسنزو       | دمتری الکسوپولوس | مهدیار زمانی‌فر               |
| دالاس دوپری یانگ  | کنی پین          | مهیار مهرتاش                 |
| مارتین کووا       | جان کریس         | امیربهرام کاویانپور          |
| شولو ماریدوئنیا   | میگل دیاز        | شهراد بانکی، مهرداد بیک‌محمدی |
| آئه‌دین مینکز      | میتچ             | ابراهیم شفیعی                |
| پیتون لیست        | توری             | مریم بنایی                   |
| جو سئو            | کایلر پارک       | محمد جان‌پناه                 |
| مری ماوسر         | سامانتا لاروسو   | نسرین کوچک‌خانی               |
| اون مورگان        | برت              | نغمه عزیزی پور               |
| ارین بردلی        | مشاور            | مریم معینیان                 |
| دیوید شاتراو      | کول              | سعید داننده                  |

## بازخوردها
تمام پنج فصل این سریال نقدهای مثبت منتقدان را دریافت کرده‌اند.
- در وب‌سایت جمع‌آوری بازبینی راتن تومیتوز، کل سریال ۹۵٪ رتبه تأیید را دریافت کرد.[۸]
- در متاکریتیک، که از میانگین وزنی استفاده می‌کند، این سریال دارای میانگین امتیاز ۷۱ از ۱۰۰ است.[۹]
- فصل اول با واکنش مثبت منتقدان روبرو شد. در راتن تومیتوز، دارای امتیاز تأیید ۱۰۰٪ با میانگین امتیاز ۷٫۵ از ۱۰ بر اساس ۴۹ بررسی است. در اجماع انتقادی این وب‌سایت آمده است: «کبرا کای فرنچایز بچه کاراته را با آمیزه‌ای از نوستالژی دلپذیر و اضطراب نوجوانان ادامه می‌دهد، که توسط گروهی از شخصیت‌های خوش‌نویس افزایش یافته است».
- در بانک اطلاعات اینترنتی فیلم‌ها این سریال بر اساس رای ۲۲۰ هزار کاربر دارای امتیاز ۸٫۴ از ۱۰ می‌باشد.